# Comité de Defensa de Derechos Humanos y Sindicales
El Comité de Defensa de Derechos Humanos y Sindicales (CODEHS) es una organización no gubernamental, sin fines de lucro, que se encarga de la promoción y protección de los derechos humanos y sindicales en Chile. Nace de la unión de dos organizaciones anteriores, fundadas por el sindicalista Clotario Blest Riffo: el Comité de Defensa de Derechos Humanos (CODEH) y el Comité de Defensa de Derechos Sindicales (CODES); y da origen, tras la muerte de Blest, al Comité de Defensa de Derechos Humanos y Sindicales Clotario Blest Riffo (CODEHS-Chile).

## Historia

### Fundación del CODEH (1970)
En las postrimerías del gobierno de Eduardo Frei Montalva se intensifica la represión de los trabajadores que demandaban mayores beneficios sociales y un cambio en la política del gobierno. Esto lleva a Clotario Blest Riffo a reunir a un grupo de sindicalistas, profesionales y familiares de las víctimas en una organización que se enfrentara a las violaciones a los Derechos Humanos que llevaba a cabo la policía política, y que pudiera ir en auxilio de los presos políticos y los manifestantes reprimidos por Carabineros en las calles.
Tras algunas reuniones preliminares, 21 de julio de 1970 se funda el Comité de Derechos Humanos (CODEH). Entre sus primeros miembros se destacan Eduardo Long, Ernesto Miranda y Arturo Yussef. Ya para la celebración de su primera asamblea, el 12 de agosto de 1970, se habían incorporado a la organización el exdiputado Santiago Pereira y varios familiares de víctimas de la represión, quienes, junto a los abogados y médicos integrantes del CODEH, comienzan a trabajar codo a codo en comisiones.

### El CODEH durante el gobierno de la Unidad Popular (1970-1973)
Una de las acciones más importantes del CODEH durante el gobierno de la Unidad Popular (UP) fue facilitar la salida del país de los militantes de la Vanguardia Organizada del Pueblo (VOP); un grupo armado ultraizquierdista autor del asesinato del exministro de Interior Edmundo Pérez Zujovic (en venganza por los muertos de la Masacre de Puerto Montt), y de varios asaltos y atentados explosivos como preparación para una futura insurrección popular. Hacia fines de 1971 la VOP había sido totalmente aniquilada por la policía. Sus cabecillas habían sido ajusticiados sin el debido proceso y muchos de sus militantes habían sido torturados, a sabiendas del gobierno, lo que motivó que el CODEH les prestara auxilio y protestara formalmente por el tratamiento que se les estaba dando.
En 1973 los trabajadores del mineral de cobre "El Teniente" de Rancagua estaban en huelga en demanda por un aumento en sus remuneraciones. Aprovechando esta situación, y como forma de desestabilizar al gobierno, elementos de la Democracia Cristiana (con el financiamiento y apoyo estratégico de la CIA norteamericana) organizaron una marcha de los mineros desde Rancagua hacia Santiago por la Carretera Panamericana. La Intendencia de Santiago, como forma de prevenir futuras complicaciones en la capital, dio instrucciones a Carabineros para que disolviera la marcha a la altura del puente sobre el río Maipo. Al enterarse de esto, Blest, sabiendo que aquello se transformaría en una batalla campal que podría terminar con muchos trabajadores heridos o incluso muertos, solicitó audiencia con Salvador Allende para exponerle su preocupación. Según relata Manuel Acuña en su libro La rebelión de los trabajadores forestales, el presidente se dio cuenta del peligro inminente por lo que le prometió a Blest que conversaría con el intendente Julio Stuardo para que permitiera la llegada de los mineros y detuviera el accionar de Carabineros. Finalmente Allende cumplió su promesa y los mineros pudieron terminar la marcha sin mayores contratiempos; y a pesar de que hubo algunas pequeñas manifestaciones en la capital, la cosa no pasó a mayores y el movimiento se disolvió.

### El CODEH durante la dictadura militar (1973-1990)

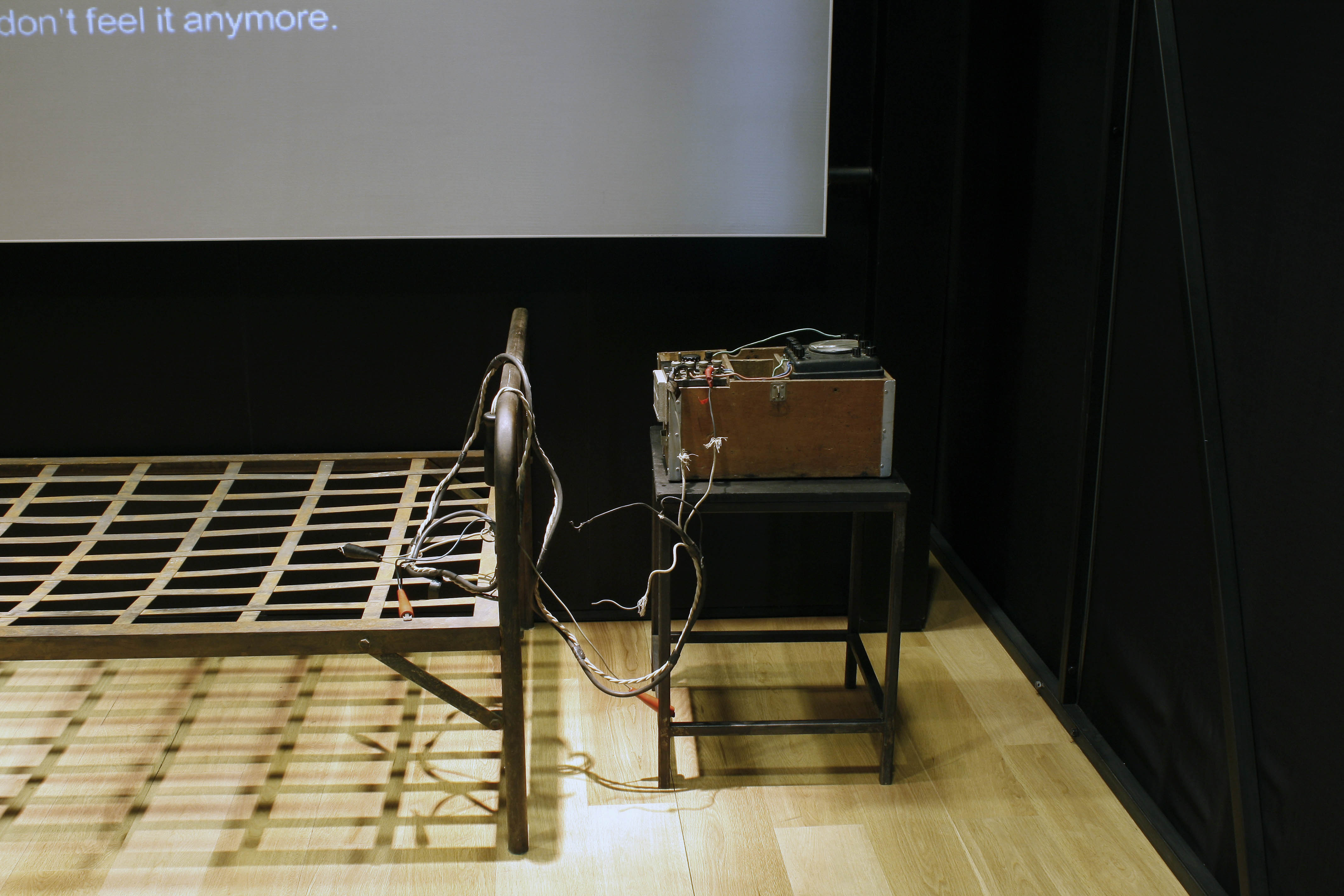
Camilla electrificada para torturas utilizada durante la dictadura militar.

Tras el golpe de Estado de 1973, el CODEH se abocó a la tarea de denunciar las graves violaciones a los derechos humanos en Chile cometidas por la dictadura encabezada por Augusto Pinochet, dio cobijo a los perseguidos y permitió el asilo y la salida del país de decenas de personas que habían colaborado con el gobierno de la Unidad Popular.
A juicio del historiador Oscar Ortíz, Ernesto Miranda fue quien creó las primeras fichas de violaciones a derechos humanos que luego ocuparía la Vicaría de la Solidaridad para clasificar los casos de prisioneros políticos, pues él tenía experiencia en ese tipo de trabajo, ya que lo había realizado para refugiados de la Guerra Civil Española.

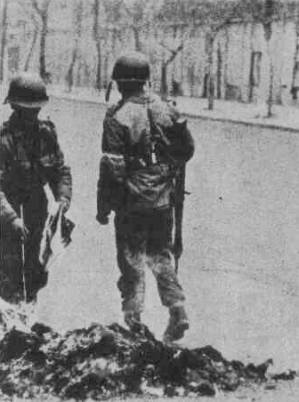
Quema de libros durante los primeros días de la dictadura.

Hacia mediados de los años '70, Blest, Pereira y Long deciden crear el Comité de Defensa de Derechos Sindicales (CODES) para asesorar a los sindicalistas que resistían a la dictadura, enfrentar los despidos masivos y resguardar los derechos laborales y sindicales de los trabajadores frente a la derogación del Código del Trabajo, la clausura de los Tribunales Laborales y la imposición del “Nuevo Plan Laboral” de corte neoliberal. En 1978 se integran al CODES Manuel Acuña y Pedro Gaete, quienes, junto a Patricio Orellana, se dedican a publicar el Informativo CODES y elaborar un registro estadístico-laboral durante la crisis económica de principios de los '80. Al poco andar, se va formando en el CODES un grupo de abogados laboralistas que se abocan a la defensa de sindicalistas y trabajadores exonerados. Entre estos profesionales se destacan: Raúl Elgueta, Nelson Paz y Héctor Flores.
El CODEH organizó en 1977 y 1978 los primeros actos en conmemoración del Primero de Mayo desde 1973. Estos actos contrastaban fuertemente con aquellos organizados por la dictadura, en los cuales más que conmemorar la gesta de los Mártires de Chicago, se pretendía realizar una “celebración” que incluía una “maratón de los garzones”, premios a la productividad de los trabajadores y actos oficiales de propaganda fascistoide.

“El CODEHS (sic) adquirió enorme importancia tras el golpe. Por ejemplo, patrocinó la constitución de la Agrupación de Familiares de Detenidos Desaparecidos (AFDD), cuya reunión fundacional se efectuó una noche de 1975 en la casa de calle Ricardo Santa Cruz.  También organizó el primer acto público conmemorativo del 1 de mayo de 1977. Publicó un boletín mimeografiado cuya redacción corría por cuenta de Ortiz” .

### Nace el CODEHS
Hacia finales de 1978, ambas organizaciones, el CODEH y el CODES, funcionaban separadamente y presentaban, también, ambas, una característica muy especial: ninguno de sus integrantes era una “personalidad”. Todos eran militantes de base en organizaciones sociales o partidos políticos, personas simples, individuos desprovistos de fama o de popularidad, unidos únicamente por la idea de construir una nueva sociedad y en lucha permanente contra toda forma de dominación. Son estas personas quienes junto a "don Clota" deciden ese año fundir ambas organizaciones en una sola: El Comité de Defensa de Derechos Humanos y Sindicales (CODEHS).
En 1980 el CODEHS, a través del abogado Raúl Elgueta, participó en el Comité de Apoyo al Pueblo Polaco, el Comité de Apoyo al Pueblo Nicaragüense y el Comité de Apoyo a la liberación del poeta cubano Armando Valladares.
Ese mismo año el CODEHS llama a abstenerse en el "Plebiscito del 80", en los siguientes términos:

"[...] el CODEHS no reconoce como válido el derecho del convocante a llamar a Plebiscito. 
Ante tal hecho, no cabe más que ABSTENERSE A PARTICIPAR en un acto de tal naturaleza porque sólo "LA VOLUNTAD DEL PUEBLO ES LA BASE DEL PODER PÚBLICO".
CODEHS. Declaración pública de 16 de agosto de 1980.

Hacia 1981 formaban parte del CODEHS: Patricio Orellana, Oscar Ortiz, Manuel Machuca, Rosa Rubilar, Gloria Rodríguez, Fernando "Juka" Espinoza, Ana González de Recabarren (de la Agrupación de Familiares de Detenidos Desaparecidos), el sacerdote Rafael Maroto, Magdalena Navarrete (de la Agrupación de Presos Políticos), Ruth Baltra (del Comando Pro Retorno de Exiliados) y la monja Elena (de las Comunidades cristianas de base), entre otras organizaciones y personas.

“El CODEHS cumplió así la función de aglutinar a otras organizaciones dispersas que comenzaron a gestarse. Entre éstas figuraban el Frente de Liberación Femenina, dirigido por Gloria Rodríguez; el Círculo Cultural Ernesto Miranda, a cargo de Eduardo Aliste; La Liga por la Paz, por Oscar Ortiz; la Tendencia Autónoma de Base, por Manuel Machuca. Posteriormente se unieron otros grupos ecologistas en una línea diferente, pero bajo un mismo prisma libertario” .

También en esos años, un grupo de pobladores y artistas se unían en torno a una agrupación que bajo el nombre de Comité de Defensa de la Cultura (CODECU), se colocaba bajo el alero del CODEHS para defender los valores culturales amenazados por la dictadura. El CODECU funcionaba en una de las salas de "La Casona de San Isidro", un espacio donde se privilegiaba la difusión de la música popular, se alentaba la poesía y el teatro popular, y en uno de cuyos muros había escrito Nicanor Parra una de sus tantas frases que lo hicieran famoso: "Arriba los de abajo". Colaboraban en esa organización, que publicaba periódicamente un informativo: María Eugenia Zúñiga, Elena Lizama, Adolfo Gómez, Luz María Venegas, Mauricio Quezada, el grupo Mestizo, Sol y Lluvia y otros; su presidente era el joven Rubén Díaz, miembro de la Comunidad “Cristo Liberador”.
Además de desarrollar una labor humanitaria y de protección de los derechos humanos en Chile, el CODEHS pretendía contribuir a la formación de una nueva central única de trabajadores que hiciera caer a la dictadura a través de la resistencia no violenta; a la manera del sindicato Solidarność en Polonia. El CODEHS proponía restaurar las propuestas contenidas en la Declaración de Principios de la Central Única de Trabajadores de Chile (CUT), aprobada en su Congreso Constituyente realizado el 12 de febrero de 1953. En esta Declaración, los trabajadores chilenos señalaban que "la emancipación de los trabajadores es obra de los propios trabajadores" (adoptando el lema de la Primera Internacional), y que:

“[…] la lucha sindical es parte integrante del movimiento general de clases del proletariado y de las masas explotadas, y en esta virtud no puede ni debe permanecer neutral en la lucha social y debe asumir el rol de dirección que le corresponde. En consecuencia, declara que los sindicatos son organismos de defensa de los intereses y fines de los trabajadores dentro del sistema capitalista. Pero, al mismo tiempo, son organismos de lucha clasista que señalan como meta para la emancipación económica de los mismos, o sea, la transformación socialista de la sociedad, la abolición de clases y la organización de la vida humana mediante la supresión del estado opresor."
 Central Única de Trabajadores de Chile (CUT)

Tras la muerte de Clotario Blest en 1990, el CODEHS se mantiene como una organización testimonial, realizando encuentros de forma esporádica. Hacia 2015 reaparece como una ONG, bajo la Ley N° 20.500, con el nombre de Comité de Defensa de Derechos Humanos y Sindicales Clotario Blest Riffo (CODEHS-Chile), de la mano de viejos y nuevos "clotarianos" (miembros), como: Raúl Elgueta, Nelson Paz, Manuel Acuña, Oscar Ortíz, María Eugenia Zúñiga, Ernesto Rojas, Fernando Espinoza, Pedro Ortíz, René Cumplido, Amador Ruiz, Nicolás Méndez, entre otros.
El CODEHS, en su Declaración de Principios señala que es una asociación: independiente, autónoma, cooperativa, solidaria, laica, diversa, universal, ecológica, de decisiones colectivas, observancia de los derechos humanos y sindicales, que denuncia y da a conocer los atropellos, en solidaridad y defensa de las víctimas.

"[…] Los miembros del CODEHS son todos iguales en su calidad de personas; no hay quienes sean más que otros; lo conforman personas corrientes, no personalidades, sino seres humanos comunes. […] Su organización es, por ende, reticular, en forma de red, que se opone a la piramidal en donde las cabezas de las pirámides se unen para conformar estructuras humanas cada vez más alejadas de la base social. Las agrupaciones humanas que se organizan horizontalmente, también establecen sus contactos y relaciones de manera plana o de la misma forma horizontal en un conjunto de verdaderas redes de comunicación."

## El legado de Clotario Blest
Clotario Blest Riffo (1899-1990) es una de las figuras más importantes en el panorama político, sindical y social chileno del siglo XX, no solo por ser un ejemplo de lucha e integridad personal, o por ser un líder sindical carismático con una gran oratoria y capacidad organizativa, sino porque su trabajo incansable a favor de los derechos humanos permitió que amplios sectores de la sociedad chilena tuvieran acceso a mejores condiciones de vida, y que –a lo menos- un centenar de personas lograra escapar a la crueldad de los organismos de seguridad y la policía en el transcurso de varios gobiernos.
En uno de sus discursos, Blest señaló:

"Ya no creemos más en el sufragio electoral como posible pócima milagrosa: sólo una izquierda revolucionaria, como la que hoy estamos dando por inaugurada podrá efectuar realmente la transformación de las estructuras sociales y políticas, a base de la acción directa del pueblo organizado, sólo así podremos vencer a la oligarquía prepotente, pues ésta no trepidará en defender a sangre y fuego sus privilegios económicos y políticos".

Blest fue crítico de los partidos políticos y sus formas de organización, optando por los llamados movimientos sociales, que se caracterizaban por tener "estructuras más ágiles, con poca vocación de burocracia, organizadas a la manera que lo desean sus integrantes, con escaso o nulo apego a las normas vigentes sobre constitución de organizaciones políticas". En un discurso de 1960, realizado en la Conferencia Nacional de la CUT, el dirigente sostuvo que los partidos políticos poseen una "actitud y conducta sectaria", y que se encuentran "empeñados exclusivamente en una carrera proselitista de tipo electoral". Por este tipo de declaraciones y su vinculación con Ernesto Miranda, Blest fue catalogado despectivamente de anarquista por sus opositores de izquierda y derecha.
De religión católico, Clotario Blest defendió la imagen de Jesús Obrero, ligado a un pensamiento social cristiano. Según el autor Maximiliano Salinas, "ante el Cristo Rey, propugnado como un emblema contra la descristianización de la sociedad impulsada por el ideario liberal, él reacciona con la imagen del Cristo Obrero, un Jesús no restauracionista, sino que humilde e identificado con los humildes, los plebeyos, los trabajadores".
Su casa sirvió de refugio para perseguidos políticos, ayudándolos incluso a conseguir asilo en las embajadas. Participó además en numerosas manifestaciones contra el gobierno, y envió cartas a organizaciones y políticos para lograr la libertad de los presos políticos. Como gesto simbólico, el dirigente no se volvió a cortar su barba tras el golpe de Estado, sosteniendo que se afeitaría luego de la recuperación de la democracia. El 18 de abril de 1979 un grupo de mujeres, familiares de detenidos desaparecidos, se encadenó a las rejas del Ministerio de Justicia como señal de protesta. Clotario Blest fue una de las personas que las acompañó en aquel acto.
Durante los años de la Dictadura Militar adoptó el método de resistencia no violenta, inspirado por Mahatma Gandhi y Martin Luther King, además de las enseñanzas de Cristo. Durante los últimos años de la década de 1970 fundó, junto a Oscar Ortíz, la "Liga por la Paz", que abogaba por una solución no violenta a los conflictos limítrofes de Chile con Argentina y Perú. Entre 1978 y 1980 fue candidato al Premio Nobel de la Paz. En octubre de 1979 recibió el Premio de la Paz otorgado por el Servicio de Paz y Justicia (SERPAJ), organización presidida por Adolfo Pérez Esquivel.